# Адил-шахи
Адил-шахи — мусульманская династия, правившая в султанате Биджапур (Южная Индия) в 1490—1686 годах.
| Титульное имя                                                                                          | Личное имя                                | Годы правления |
| --- | ----------------------------------------- | -------------- |
| Независимость от Бахманийского султаната.                                                              |                                           |                |
| Амир أمیر‎                                                                                              | Юсуф Адил-шах یوسف عادل شاہ‎               | 1489—1511      |
| Адил-хани عادل خانی‎                                                                                    | Исмаил Адил-шах اسماعیل عادل شاہ‎          | 1511—1534      |
| Адил Хани عادل خانی‎                                                                                    | Маллу Адил-шах ملو عادل شاہ‎               | 1534           |
| Адил Хани عادل خانی‎                                                                                    | Ибрагим Адил-шах I ابراہیم عادل شاہ اول‎   | 1534—1558      |
| Адил Хани عادل خانی‎                                                                                    | Али Адил-шах I علی عادل شاہ اول‎           | 1558—1580      |
| Адил Хани عادل خانی‎                                                                                    | Ибрагим Адил-шах II ابراہیم عادل شاہ دوئم‎ | 1580—1627      |
| Адил Хани عادل خانی‎                                                                                    | Мухаммед Адил-шах محمد عادل شاہ ‎          | 1627—1657      |
| Адил Хани عادل خانی‎                                                                                    | Али Адил-шах II علی عادل شاہ دوئم‎         | 1657—1672      |
| Адил Хани عادل خانی‎                                                                                    | Сикандар Адил-шах سکندر عادل شاہ ‎         | 1672—1686      |
| Биджапурский султанат был завоеван и аннексирован в 1686 году императором Великих Моголов Аурангзебом. |                                           |                |